# Бойко Клечков
Бойко Любомиров Клечков е български икономист и политик от БСП. Народен представител от коалиция „БСП за България“ в XLVI, XLVII и XLVIII народно събрание. Бил е общински съветник от групата на БСП в Кюстендил. Областен и общински председател на БСП в Кюстендил. Работил е в системата на МВР и на сигурността и в Първа инвестиционна банка, експерт е по банково дело. Сътрудник на Държавна сигурност.

## Биография
Бойко Клечков е роден на 31 май 1958 г. в град Кюстендил, Народна република България в семейство на активни борци от село Жиленци, община Кюстендил. Баща му Любомир Клечков дълги години е бил секретар на Окръжния комитет на БКП, Кюстендил. Дядо му Александър Клечков е един от подсъдимите по т.нар. „Жиленски процес“ (1936), заедно с Димитър Каляшки. Завършва математическа гимназия. Има висше икономическо образование.
Сътрудник на ДС. През 1983 г. е назначен за разузнавач, а от началото на 1989 г. е старши разузнавач.
В периода от 1981 до 1998 г. работи в Министерството на вътрешните работи. В периода 2003 – 2021 г. е шеф на клонове в две български банки.
През 2017 г. става общински съветник в община Кюстендил, като заема мястото на Катерина Янчева, която е назначена от служебното правителство на Огнян Герджиков за зам. областен управител на Кюстендил.
През 2021 г. е избран за областен председател на БСП Кюстендил.
През 2023 г. е назначен от кмета на община Кюстендил инж. Огнян Атанасов за заместник кмет с ресор „Образование, здравеопазване, жилищна политика и транспорт“.

## Обществена позиция
- 9 декември 2022 г., на закрито заседание на Народното събрание с мобилния си телефон излъчва на живо от пленарната зала обявените за закрити дебати за предоставяне на оръжие за Украйна. За тази си постъпка получава от председателстващия пленарното заседание Росен Желязков дисциплинарно наказание „порицание“[11].
- 9 март 2023 г., по време на предизборната кампания в село Невестино, община Кюстендил, заявява: Варварски акт ще е разрушаването или демонтирането на Паметника на Съветската армия. Ако това все пак се случи, ще покаже в какво деструктивно, разрушително и антицивилизационно общество се е превърнала за жалост родната ни България.[12]